# Grand-Brassac
Grand-Brassac è un comune francese di 536 abitanti situato nel dipartimento della Dordogna nella regione della Nuova Aquitania.

## Società

### Evoluzione demografica
Abitanti censiti